# ويليام نولان
ويليام نولان (بالإنجليزية: William Nolan)‏ هو كاهن كاثوليكي بريطاني، ولد في 26 يناير 1954 في ماذرويل ‏ في المملكة المتحدة.